# Poolbillard 1993
Die Poolbillard-Saison 1993 war eine Serie von Poolbillard-Turnieren, die von der World Pool-Billiard Association veranstaltet wurden.

## Saisonergebnisse
| Datum                           | Turnier                                   | Austragungsort | Disziplin      | Sieger          | Finalist           | Ergebnis |
| 26. August bis 29. August       | ET 7 – Germany Open 1993                  | Bergheim       | 9-Ball         | Ralf Souquet    | Oliver Ortmann     |          |
| 10. September bis 12. September | ET 8 – Austrian Open 1993                 | Salzburg       | 9-Ball         | Oliver Ortmann  | Herbert Friedemann |          |
| 15. Oktober bis 17. Oktober     | ET 9 – Sweden Open 1993                   | Malmö          | 9-Ball         | Bengt Pedersen  | Bengt Jonasson     |          |
| 19. November bis 21. November   | ET 10 – Hungarian Open 1993               | Budapest       | 9-Ball         | Oliver Ortmann  | Bernd Jahnke       |          |
| 17. Dezember bis 19. Dezember   | ET 11 – Venezia Open 1993                 | Venedig        | 9-Ball         | Ralf Souquet    | Bengt Pedersen     |          |
|                                 | World Pool Masters 1993                   | Plymouth       | 9-Ball         | Werner Duregger | Ralf Souquet       |          |
|                                 | US Open 9-Ball 1993                       | Chesapeake, VA | 9-Ball         | Earl Strickland | unbekannt          |          |
|                                 | International Challenge of Champions 1993 | Uncasville     | 9-Ball         | Allen Hopkins   | unbekannt          |          |
|                                 | 9-Ball-Weltmeisterschaft 1993             | Königswinter   | 9-Ball         | Chao Fong-Pang  | Thomas Hasch       |          |
|                                 | Europameisterschaft 1993                  | Siófok         | 14/1 endlos    | Thomas Engert   | Ralf Souquet       |          |
| 8-Ball                          | Europameisterschaft 1993                  | Siófok         | Ralf Souquet   | Thomas Engert   |                    |          |
| Oslo                            | Europameisterschaft 1993                  | 9-Ball         | Oliver Ortmann | Ralf Souquet    |                    |          |